# Patok (Łódź)
Pour les articles homonymes, voir Patok.
Patok (prononciation [ˈpatɔk]) est un village de la gmina de Drużbice, du powiat de Bełchatów, dans la voïvodie de Łódź, situé dans le centre de la Pologne.
Il se situe à environ 5 kilomètres au nord-ouest de Drużbice (siège de la gmina), 14 kilomètres au nord de Bełchatów (siège du powiat) et 34 kilomètres au sud de Łódź (capitale de la voïvodie).

## Administration
De 1975 à 1998, le village est attaché administrativement à l'ancienne voïvodie de Piotrków.

Depuis 1999, il fait partie de la nouvelle voïvodie de Łódź.